# Leopold Mozart
 (février 2021).
Pour les articles homonymes, voir Mozart.
Johann Georg Leopold Mozart, né le 14 novembre 1719 à Augsbourg et mort le 28 mai 1787 à Salzbourg, est un compositeur, professeur de musique et violoniste allemand. Aujourd'hui surtout connu comme père et professeur de Wolfgang Amadeus Mozart, il était assez célèbre à son époque pour sa méthode de violon, Versuch einer gründlichen Violinschule, diffusée dans toute l'Europe.

## Biographie
Leopold Mozart est le fils aîné de Johann Georg Mozart, un relieur, et de sa seconde épouse Anna Maria Sulzer. Il part à Salzbourg pour étudier le droit et la théologie mais s'intéresse plus à la musique et entre au service du comte Thurn und Taxis en tant que violoniste et secrétaire en 1740. En 1743, le prince-archevêque de Salzbourg le prend à son service comme compositeur et maître de concert.
Le 21 septembre 1747, il épouse Anna Maria Pertl, avec qui il a sept enfants :
- Joachim Leopold Mozart (18 août 1748 – 2 février 1749) ;
- Maria Anna Mozart I (18 juin 1749 – 24 juin 1749) ;
- Maria Anna Mozart II (13 mai 1750 – 29 juillet 1750) ;
- Maria Anna Mozart III, surnommée « Nannerl » (30 juillet 1751 – 29 octobre 1829) ;
- Karl Amadeus Mozart (4 novembre 1752 – 2 février 1753) ;
- Maria Crescentia Mozart (9 mai 1754 – 27 juin 1754) ;
- Johannes Chrysostomus Wolfgangus Theophilus Mozart  dit « Wolfgang Amadeus Mozart » (27 janvier 1756 - 5 décembre 1791).

Seuls Maria Anna III et Wolfgang survivent aux maladies infantiles et deviennent tous deux des musiciens de grand talent.

Leopold Mozart avec ses enfants Wolfgang Amadeus Mozart et Maria Anna, et sur le mur arrière un portrait de son épouse décédée Anna Maria. Tableau de Johann Nepomuk della Croce, vers 1780.

Leopold Mozart est en son temps suffisamment connu et reconnu pour être invité à devenir membre de la société savante de Lorenz Christoph Mizler dont font partie notamment Telemann, Haendel et Bach.
Leopold consacre ses qualités de pédagogue à l'éducation musicale de ses deux enfants. Les dons exceptionnels de son fils le décident à organiser des concerts à travers l'Europe pour exhiber ses enfants. En 1763, il devient vice-maître de chapelle à la cour du prince-archevêque de Salzbourg. Sa femme meurt au cours d'une tournée à Paris en 1778. Anna Maria Pertl Mozart, atteinte de fièvres violentes et mortelles, pousse son dernier soupir dans un petit hôtel 8 rue du Gros-Chenet. Seul Wolfgang et deux autres personnes assistent aux derniers moments de vie d’Anna et à son enterrement : l’hôtesse des Quatre-Fils-Aymon où elle logeait, et un ami allemand.

## Œuvre
En 1756, année de naissance de Wolfgang Amadeus, Leopold écrit son Traité en vue d'une méthode fondamentale pour le violon (Versuch einer gründlichen Violinschule), une méthode de violon très importante, traduite dans toute l'Europe, notamment en français en 1770 et publiée par Boyer. Aujourd'hui, c'est une des principales sources de l'interprétation historiquement informée des œuvres du XVIIIe siècle, avec le traité de Johann Joachim Quantz sur la flûte traversière (Versuch einer Anweisung die Flöte traversière zu spielen) et celui de Carl Philipp Emanuel Bach sur le jeu au clavier (Versuch über die wahre Art das Clavier zu spielen).
Leopold Mozart laisse environ 550 œuvres musicales, instrumentales et vocales, parfois marquées par une certaine originalité, notamment une Sinfonia di caccia (symphonie de chasse), avec coups de fusil et aboiement de chiens, une Promenade musicale en traîneau, avec des grelots et hennissements de cheval, une suite Mariage paysan avec des cris, sifflets et de la vielle à roue, un Divertimento militaire avec fifres, une Sinfonia pastorale pour Alphorn (cor des Alpes) et une Sinfonia burlesca. Il a aussi écrit des concertos pour trompettes et trombones.
Concernant la Symphonie des jouets, qui a longtemps été attribuée à Joseph Haydn avant qu'elle ne le soit à Leopold Mozart après la découverte d'un manuscrit de cette œuvre copiée de sa main, elle aurait en fait été composée par Edmund Angerer (de).
Le catalogue de ses œuvres est établi par le musicologue Cliff Eisen.

## Compositions (Liste partielle)
- Sinfonia burlesca (LMV VII:G2)
- Sinfonia pastorella (LMV VII:G3)
- Sinfonia en sol majeur (LMV VII:G8)
- Jagdsinfonie (Sinfonia di caccia en sol majeur - "Symphonie de chasse") (LMV VII:G9)
- Sinfonia en do majeur (LMV VII:G15)
- Neue Lambacher Sinfonia en sol majeur (LMV VII:G16)
- Divertimento en ré majeur Die Bauernhochzeit ("Le Mariage paysan") (LMV VIII:6)
- Musikalische Schlittenfahrt (LMV VIII:8)
- Concerto pour flûte en sol majeur (LMV IX:1)
- Concerto pour trompette en ré majeur (LMV IX:13)
- Missa solemnis en do majeur (LMV I:C1)
- Missa en do majeur (LMV I:C2)
- Missa brevis en do majeur (LMV I:C2a)
- Missa en la majeur (LMV I:A1)
- Missa brevis en fa majeur, fragment (LMV XV:1)

## Discographie partielle
- 2003 : Symphonies, L'Orfeo Barockorchester, dir. Michi Gaigg, CPO
- 2008 : Toy Symphony, New Lambach and other Symphonies, Toronto Chamber Orchestra, dir. Kevin Mallon, Naxos
- 2025 : Kindersinfonie, Eine musikalische Schlittenfahrt, Ensemble L'Encyclopédie, dir. Florent Albrecht, Harmonia Mundi

## Filmographie
- Nannerl, la sœur de Mozart, film de René Féret, France, 2010, 120 minutes. David Moreau (Mozart) ; Marc Barbé (Leopold Mozart) ; Marie Féret (« Nannerl » Mozart).
- Hubert Harben (en) interprète Leopold Mozart dans le film de Basil Dean, Whom the Gods Love : The Original Story of Mozart and his Wife (1936).
- Amadeus (1984) : Roy Dotrice interprète Leopold Mozart